# Jigeum mannareo gamnida
Jigeum mannareo gamnida (지금 만나러 갑니다?), noto anche con il titolo internazionale Be with You, è un film del 2018 diretto da Lee Jang-hoon, basato sulla pellicola giapponese del 2004 Ima, ai ni yukimasu.

## Trama
Prima di morire, Soo-ah promette al marito e al figlioletto, rispettivamente Woo-jin e Ji-ho, che durante la stagione delle piogge tornerà da loro. La promessa apparentemente irrealizzabile viene portata a compimento e Woo-jin è felicissimo dell'accaduto, salvo scoprire poi che alla fine di tale stagione Soo-ah è destinata a scomparire: l'uomo cerca così di portare alla luce il mistero relativo al ritorno dell'amata.

## Distribuzione
In Corea del Sud la pellicola ha goduto di una distribuzione a livello nazionale a cura della Lotte Entertainment, a partire dal 14 marzo 2018.